# Gefecht bei Habelschwerdt (1745)
Das Gefecht bei Habelschwerdt wurde im Zweiten Schlesischen Krieg am 14. Februar 1745 zwischen preußischen Truppen unter den Generälen Lehwaldt und Fouqué sowie den Kaiserlichen unter Franz Wenzel von Wallis ausgetragen.

## Geschichte
Am 13. Februar 1745 erhielt General Wallis die Nachricht, dass die Preußen im Anmarsch seien. Er zog seine Truppen – 8 Bataillone und ca. 1000 Reiter – zusammen und positionierte sie auf einer Anhöhe zwischen Habelschwerdt und Plomnitz, das im Besitz der Reichsgrafen Wallis war.
Die preußische und die kaiserliche Kavallerie trafen sich in der Nähe von Alt-Waltersdorf. Die Aufklärung der Kaiserlichen war schlecht, weshalb General Wallis die Anzahl der Preußen nur auf sechs bis achttausend Mann schätzte. Die Kaiserlichen verbrachten die Nacht auf dem Hügel.
General Lehwaldt kommandierte die Grenadiere der Regimenter Nr. 3 und Nr. 11 sowie die Infanterie-Regimenter Nr. 2 (bedeutende Verluste), Nr. 17, Nr. 20 und Nr. 30 (das 2. Bataillon). Bei heftigem Schneetreiben stürmten 14 preußische Bataillone und zwei Husaren-Regimenter. Es kam zu einem zweistündigen Gefecht, aus dem sich Wallis wegen der preußischen Übermacht zurückzog. Der Rückzug endete unweit in Böhmen.
Auf preußischer Seite fiel Oberst Andreas Ehrhardt von Gaudi, Kommandeur des Infanterieregiments Nr. 2 und Vater des späteren Generalmajors Friedrich Wilhelm von Gaudi.